# Dugommier
Dugommier - stacja linii nr 6 metra  w Paryżu. Stacja znajduje się w 12. dzielnicy Paryża.  Została otwarta 1 marca 1909 r.